# Delicious Orie
Delicious Justin Orie (* 31. Mai 1997 in Moskau, Russland) ist ein britischer Boxer im Superschwergewicht, der sich zur Teilnahme an den Olympischen Spielen 2024 in Paris qualifizierte.

## Karriere
Orie trainierte im Jewellery Quarter Boxing Club in Birmingham und wurde 2019 Englischer Meister im Superschwergewicht. Bei der Weltmeisterschaft 2021 in Belgrad schied er im Achtelfinale gegen den Usbeken Lazizbek Mullajonov aus.
2022 gewann er nach einer Halbfinalniederlage gegen den deutschen Starter Nelvie Tiafack eine Bronzemedaille bei der Europameisterschaft in Jerewan und mit einem Finalsieg gegen den Inder Sagar Ahlawat die Goldmedaille bei den Commonwealth Games in Birmingham.
2023 nahm er an den Europaspielen in Krakau teil und kam mit Siegen gegen den Kroaten Marko Milun, den Norweger Omar Shiha, den Armenier Dawit Tschalojan und den Bulgaren Yordan Hernández in das Finale, wo er beim Kampf um die Goldmedaille den Aserbaidschaner Məhəmməd Abdullayev bezwang. Mit diesem Erfolg qualifizierte er sich zur Teilnahme an den Olympischen Spielen 2024 in Paris. Bei Olympia verlor er in der Vorrunde mit 2:3 gegen Dawit Tschalojan aus Armenien.

## Sonstiges
Delicious Orie wurde als Sohn eines Nigerianers sowie einer Russin in Moskau geboren und verbrachte seine ersten sieben Lebensjahre in Woronesch, ehe die Familie in die britische Hauptstadt London auswanderte und später nach Wolverhampton zog.